# ناصر أباد (مشيز بردسير)
ناصر أباد (بالفارسية: ناصرآباد) هي قرية تقع في إيران في البلدة المركزية. يقدر عدد سكانها بـ 20 نسمة بحسب إحصاء 2016.